# Thecla thales
Thecla thales är en fjärilsart som beskrevs av Fabricius 1793. Thecla thales ingår i släktet Thecla och familjen juvelvingar. Inga underarter finns listade i Catalogue of Life.